# 핀스퐁시

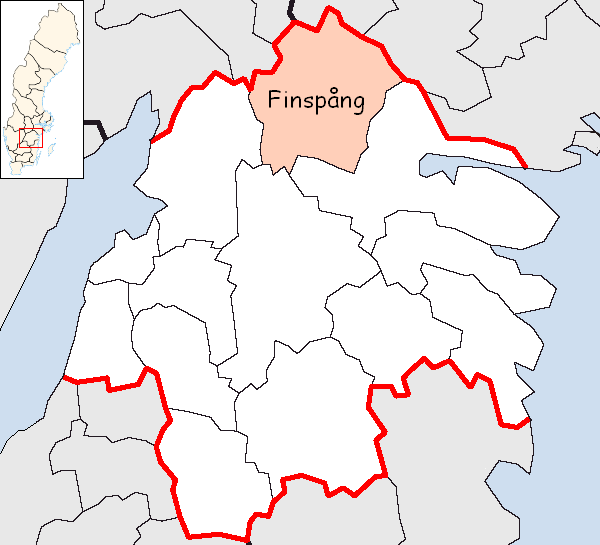
핀스퐁 시의 위치

핀스퐁시(스웨덴어: Finspångs kommun)는 스웨덴 외스테르예틀란드주에 위치한 지방 자치체로 행정 중심지는 핀스퐁이며 면적은 1,215.05km2, 인구는 21,526명(2016년 12월 31일 기준), 인구 밀도는 18명/km2이다.

시 문장